# Air KBZ
Air KBZ (бирм. အဲကေဘီဇက်) — частная авиакомпания Мьянмы со штаб-квартирой в Янгоне, работающая в сфере регулярных пассажирских перевозок на внутренних маршрутах. Портом приписки авиакомпании и её главным транзитным узлом (хабом) является международный аэропорт Янгон.

## Маршрутная сеть
В декабре 2015 года маршрутная сеть регулярных перевозок авиакомпании Air KBZ охватывала следующие пункты назначения внутри страны:
- Мьянма
  - Баган — аэропорт Нияунг-У
  - Банмо — аэропорт Банмо
  - Хайхо — аэропорт Хайхо
  - Калемьо — аэропорт Калемьо
  - Чёнгтун — аэропорт Чёнгтун
  - Кодаун — аэропорт Кодаун
  - Лашо — аэропорт Лашо
  - Мандалай — международный аэропорт Мандалай
  - Мьей — аэропорт Мьей
  - Мейтхила — аэропорт Мейтхила
  - Путао — аэропорт Путао
  - Ситуэ — аэропорт Ситуэ
  - Тавой — аэропорт Тавой
  - Тачхилуа — аэропорт Тачхилуа
  - Тандуэ — аэропорт Тандуэ
  - Янгон — международный аэропорт Янгон — хаб

## Флот
В конце 2015 года воздушный флот авиакомпании Air KBZ составляли следующие самолёты:

## Авиапроисшествия и инциденты
- 17 февраля 2012 года. Самолёт ATR-72-500 (регистрационный XY-AIT) выкатился при посадке за пределы взлётно-посадочной полосы аэропорта Тандуэ. О пострадавших не сообщалось[3].
- 28 января 2014 года. Самолёт авиакомпании был эвакуирован со взлётно-посадочной полосы международного аэропорта Янгон. Пострадавших не было[4].